# R.F. Kuang
Rebecca F. Kuang (Cantón, 29 de mayo de 1996) es una autora de fantasía estadounidense.  Su primera novela, La guerra de la amapola, en inglés The Poppy War, se lanzó en 2018, seguida de las secuelas La república del dragón en 2019  y El dios en llamas en 2020. En 2022, Kuang lanzó una novela, Babel. Su libro más reciente es Amarilla, una novela satírica que se publicó en 2023. Kuang tiene títulos de posgrado en sinología del Magdalene College, Cambridge y del University College, Oxford, y posteriormente estudió en la Universidad de Yale.   
Babel debutó en el primer lugar en la lista de los más vendidos del New York Times y ganó el Libro del año de ficción de Blackwell en 2022 y el Premio Nebula 2022 a la mejor novela. Además, Kuang ganó el premio Compton Crook, el premio Crawford, y el premio Astounding Award 2020 al mejor escritor novel, además de ser finalista de Nebula, Locus, Premios World Fantasy, The Kitschies, y British Fantasy por su primera novela La Guerra de la amapola.
En español sus novelas han sido publicadas por la Editorial HidraBabel en 2022, Amarilla en julio de 2023, La guerra de la amapola en septiembre de 2023 y La república del dragón, segunda entrega de la saga fue publicada en marzo de 2024.

## Trayectoria
Kuang emigró a los Estados Unidos desde Cantón con su familia cuando tenía cuatro años.  Su padre creció en Leiyang, en la provincia de Hunan, y su madre creció en la provincia de Hainan. Su abuelo materno luchó por Chiang Kai-shek. La familia de su padre experimentó la ocupación japonesa de Hunan. 
Kuang creció en Dallas, Texas y se graduó de la escuela Greenhill en 2013. Asistió a la Universidad de Georgetown, con especialización en historia, atraída por el famoso equipo de debate de la universidad después de ganar el Torneo de Campeones. Mientras estaba en la universidad, Kuang, de 19 años, comenzó a escribir Poppy War durante un año sabático en China, donde trabajó como entrenadora de debates; el libro se publicó poco antes de que ella cumpliera 22 años.  Kuang se graduó del taller de escritura Odyssey en 2016 y asistió al taller de escritura de novelas CSSF en 2017.  Se graduó de la Escuela de Relaciones Internacionales de Georgetown en junio de 2018. Después de graduarse, pasó el verano entrenando un campamento de debate en Colorado.  
Kuang asistió a Magdalene College, Cambridge, donde recibió una beca Marshall en 2018, obtuvo una maestría en Filosofía en Estudios Chinos.   Su siguiente año académico, estudió en el University College de Oxford y obtuvo una maestría en Estudios Chinos Contemporáneos. Kuang regresó a los Estados Unidos en el otoño de 2020 para realizar un doctorado en Lenguas y Literaturas de Asia Oriental en la Universidad de Yale. 

## Obra
Su novela debut, La guerra de la amapola, una fantasía militar china, fue publicada por Harper Voyager en 2018 y es el primer libro de la trilogía del mismo nombre. Por este libro recibió críticas en su mayoría favorables, y Publishers Weekly la calificó como "un lanzamiento solido y dramático para la carrera de Kuang". En octubre de 2020, sus dos primeros libros de esta trilogía se incluyeron en Los 100 mejores libros de fantasía de todos los tiempos de la revista Time (El dios en llamas no estaba disponible cuando se publicó el artículo).  En diciembre de 2020, Starlight Media, la filial cinematográfica estadounidense de Starlight Culture Entertainment Group, con sede en China, adquirió los derechos para adaptar la trilogía La guerra de la amapola de Kuang a televisión.
En 2020, escribió una historia corta en el universo de Star Wars llamada "Contra todo pronóstico" sobre un defensor de la Alianza Rebelde en el planeta helado Hoth llamado Dak Ralter. Fue publicado en la antología Desde cierto punto de vista: 40 historias celebrando los 40 años de El imperio contraataca.

### Trilogía deLa guerra de la amapola

#### La guerra de la amapola
La guerra de la amapola, una fantasía sombría, extrae su trama y política de la China de mediados del siglo XX,   con el conflicto en la novela basada en la segunda guerra sino-japonesa, y una atmósfera inspirada en la dinastía Song  La guerra de la amapola fue nominada al Premio Mundial de Fantasía 2019 a la Mejor Novela.

#### La república del dragón
Lanzado en 2019, La república del dragón es la secuela de La guerra de la amapola. El Imperio Nikan comienza a desmoronarse debido a las luchas internas y los hesperianos regresan. El crítico de Fantasy Book Review escribió: "Kuang se destaca por causar estragos emocionales al tiempo que ofrece una poderosa meditación sobre la guerra y la supervivencia". Publishers Weekly dijo que "Kuang aporta brillantez a esta vigorizante y compleja secuela de fantasía militar de La guerra de la amapola".

#### El dios en llamas
Publicado en 2020, El dios en llamas es la secuela de La república del dragón y la conclusión de la serie La guerra de la amapola. Rin lucha contra las fuerzas que han desgarrado a su país en una guerra civil. Un crítico de The Fantasy Hive escribió: "La conclusión de Rebecca Kuang de su trilogía debut, es un testimonio de su crecimiento como escritora; no solo es un cierre apropiado para una serie ambiciosa". El crítico de Publishers Weekly dijo que "el resultado es un final satisfactorio, si no feliz, para la serie".

### Babel
En mayo de 2021, Kuang anunció el lanzamiento en agosto de 2022 de su cuarta novela, Babel, o la necesidad de la violencia: una historia arcana de la revolución de los traductores de Oxford, de Harper Voyager. Babel está ambientada en la Inglaterra de 1830.  En la segunda semana de septiembre de 2022, Babel debutó en el primer lugar en la lista de los más vendidos del New York Times en ficción de tapa dura,  pero cayó al noveno lugar la semana siguiente antes de desaparecer de la lista al final del mes.

### Amarilla
El editor William Morrow and Company declaró en un comunicado de prensa que Amarilla sigue a "una autora blanca que roba un manuscrito inédito, escrito por un novelista asiático-americana más exitosa, muerta en un extraño accidente, y lo publica como propio". El título de la novela, Amarilla, se refiere a la práctica de la industria cinematográfica de yellowface, en la que se utilizaban actores blancos para interpretar personajes asiáticos, de manera análoga al blackface, en la que los actores blancos usan maquillaje para representar personajes negros o africanos. Este libro es la primera incursión de Kuang en el género de la ficción literaria. En la sección "Agradecimientos" del libro, Kuang considera su libro una "historia de terror sobre la soledad en una industria ferozmente competitiva". 
En la última semana de mayo de 2023, Amarilla debutó en el octavo lugar en la lista de libros más vendidos de ficción de tapa dura de Los Angeles Times. En la primera semana de junio de 2023, Amarilla debutó en el quinto lugar de la lista de libros más vendidos del New York Times en ficción de tapa dura.  El crítico de NPR calificó el libro como "una novela bien ejecutada, apasionante y de ritmo rápido sobre los matices del mundo editorial cuando un autor está lo suficientemente desesperado como para hacer cualquier cosa para tener éxito". Escribiendo para el New York Times, la galardonada autora Amal El-Mohtar escribió que la novela es "una lectura alegre y propulsora, un thriller literario satírico que es divertido e incómodo en igual medida".

### Katabasis
En febrero de 2023, Kuang informó que mientras trabajaba en su doctorado en Yale, también estaba trabajando en su sexta novela, una fantasía sobre dos estudiantes de doctorado mágicos que viajan al infierno "para rescatar el alma de sus asesores para que puedan escribir". sus cartas de recomendación laboral".  En una entrevista con The Guardian, Kuang llama al proyecto "literatura sin sentido". 

## Premios y honores
- En 2018, Barnes & Noble incluyó La guerra de la amapola en su lista de libros favoritos de ciencia ficción y fantasía de 2018. [51]
- En 2022, Kirkus Reviews [52] y The Washington Post.[53] nombraron Babel como uno de los mejores libros de ciencia ficción y fantasía del año. Amazon,[54] NPR, [55] y Barnes & Noble [56] lo nombraron uno de los mejores libros del año, independientemente del género.
- En 2023, Kuang entró en la lista Time 100 Next.

## Obras

### SerieLa guerra de la amapola
- La guerra de la amapola (mayo de 2018) ISBN 978-0062662569
- La república del dragón (agosto de 2019) ISBN 978-0062662637
- El dios en llamas (noviembre 2020) ISBN 978-0062662620

### Otras novelas
- Babel, o la necesidad de la violencia: una historia arcana de la revolución de los traductores de Oxford (2022) ISBN 978-0063021440 [57]
- Amarilla (mayo de 2023) ISBN 978-0063250833 [58]

### Cuentos cortos
- "El río de las nueve curvas" en la antología El libro de los dragones (2020) editado por Jonathan Strahan
- “Contra todo pronóstico” en la antología Desde cierto punto de vista: 40 historias que celebran los 40 años de El Imperio Contraataca (noviembre 2020)

### No ficción
- "Cómo hablar con los fantasmas" en el número 21 de la revista Uncanny (2018)